# Turó de la Canal
El Turó de la Canal és una muntanya de 1.542 metres que es troba al municipi de Montellà i Martinet, a la comarca de la Baixa Cerdanya.